# Trechinotus
Trechinotus is een geslacht van kevers uit de familie van de loopkevers (Carabidae). De wetenschappelijke naam van het geslacht is voor het eerst geldig gepubliceerd in 1962 door Jeannel.

## Soorten
Het geslacht Trechinotus omvat de volgende soorten:
- Trechinotus flavocinctus Jeannel, 1962
- Trechinotus flavolimbatus Jeannel, 1962
- Trechinotus striatulus Mateu & Negre, 1972